# Nguyễn Văn Hòa (chính khách)
Nguyễn Văn Hòa (sinh năm 1963) là chính khách Việt Nam. Ông nguyên là Phó Bí thư Tỉnh ủy Kon Tum, ông từng làm Chủ tịch Ủy ban nhân dân tỉnh Kon Tum, Chủ tịch Hội đồng nhân dân tỉnh Kon Tum khóa XI nhiệm kỳ 2016–2021.

## Lý lịch và học vấn
Nguyễn Văn Hòa sinh ngày 15 tháng 3 năm 1963, quê quán xã Mỹ Tài, huyện Phù Mỹ, tỉnh Bình Định;
Trình độ:
- Học vấn: 12/12;[3]
- Chuyên môn: Cử nhân Tài chính - Kế toán[3]
- Lý luận chính trị: Cử nhân.[3]

## Sự nghiệp
Trước đó Nguyễn Văn Hòa là Tỉnh ủy viên, Phó Chủ nhiệm Ủy ban Kiểm tra Tỉnh ủy.
Ngày 6/10/2010, Đại hội đại biểu Đảng bộ tỉnh Kon Tum lần thứ XIV, nhiệm kỳ 2010-2015 đã bầu Nguyễn Văn Hòa giữ chức vụ Chủ nhiệm Ủy ban Kiểm tra Tỉnh ủy Kon Tum.
Sáng ngày 3/10/2015, Đại hội Đảng bộ tỉnh Kon Tum lần thứ XV, nhiệm kỳ 2015-2020 đã bầu Nguyễn Văn Hòa, Chủ nhiệm Ủy ban Kiểm tra Tỉnh ủy khóa XIV, nhiệm kỳ 2010-2015, tiếp tục giữ chức vụ Chủ nhiệm Ủy ban Kiểm tra Tỉnh ủy khóa XV.
Ngày 10 tháng 6 năm 2016, trước khi kì bầu cử hội đồng nhân dân tỉnh Kon Tum khóa mới 2016-2021 diễn ra, ông Đào Xuân Quý, 58 tuổi, Chủ tịch Ủy ban nhân dân tỉnh Kon Tum bất ngờ viết đơn xin từ nhiệm chức vụ Chủ tịch Ủy ban nhân dân tỉnh Kon Tum với lí do đã quá tuổi để đảm nhiệm chức vụ trong nhiệm kì tiếp theo và "muốn có thời gian thăm lại người thân, bạn bè khi còn khỏe".
Ngày 1/7/2016, HĐND tỉnh Kon Tum khóa XI, nhiệm kỳ 2016- 2021 tổ chức kỳ họp thứ nhất, bầu Nguyễn Văn Hòa, Ủy viên Ban Thường vụ Tỉnh ủy, Chủ nhiệm Ủy ban Kiểm tra Tỉnh ủy, giữ chức vụ Chủ tịch Ủy ban nhân dân tỉnh Kon Tum, với 48/49 số phiếu tán thành, đạt tỉ lệ 97 %.
Ngày 14/7/2016, tại Hội nghị lần thứ 4 Ban Chấp hành Đảng bộ tỉnh khoá XV, Tỉnh ủy đã tiến hành bầu bổ sung 2 Phó Bí thư Tỉnh ủy, gồm đồng chí Nguyễn Văn Hòa - Chủ tịch UBND tỉnh và đồng chí A Pớt - Trưởng Ban Tổ chức Tỉnh ủy.
Ngày 24/9/2020, Đại hội đại biểu Đảng bộ tỉnh Kon Tum lần thứ XVI, nhiệm kỳ 2020-2025 đã công bố kết quả bầu Ban Thường vụ và các chức danh Bí thư, Phó Bí thư, Ủy ban Kiểm tra và Chủ nhiệm Ủy ban Kiểm tra Tỉnh uỷ nhiệm kỳ 2020-2025. Các ông: Nguyễn Văn Hoà, A Pớt, Lê Ngọc Tuấn được bầu giữ chức Phó Bí thư Tỉnh uỷ Kon Tum khoá XVI.
Ngày 23/10/2020, HĐND tỉnh Kon Tum khóa XI, nhiệm kỳ 2016- 2021 tổ chức kỳ họp chuyên đề, các đại biểu đã tiến hành bỏ phiếu bãi nhiệm chức danh Chủ tịch UBND tỉnh và bầu giữ chức Chủ tịch HĐND tỉnh Kon Tum khóa XI, nhiệm kỳ 2016-2021 đối với ông Nguyễn Văn Hòa với 47/47 phiếu tán thành.
Từ ngày 01/01/2024, ông nghỉ hưu.